# Reggie Fox
Reginald Fox, detto Reggie (Chicago, 3 giugno 1967), è un ex cestista e allenatore di pallacanestro statunitense, professionista in Francia, Spagna, in Italia e in Argentina.

## Palmarès

### Squadra
- Copa del Rey: 1

Valencia: 1998

### Individuale
- GBA All-League Team (1992)

### Allenatore
- Campione WBA (2008)
- WBA Coach of the Year (2008)